# Tempio romano di Évora

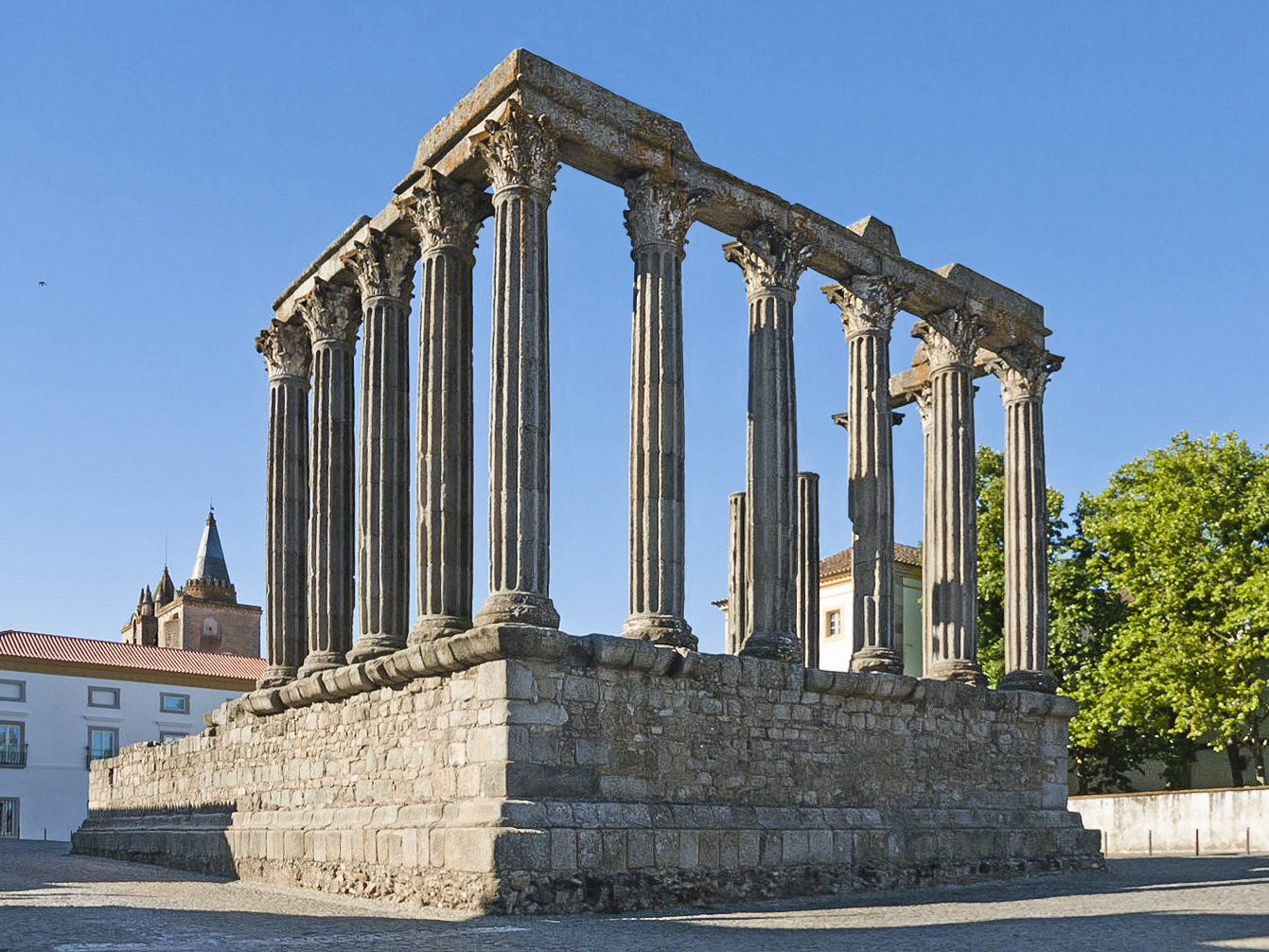
Il tempio romano di Èvora

Il tempio di Evora è un tempio romano periptero esastilo (con sei colonne sulla fronte), costruito in epoca augustea nella città di Évora (Ebora Cerealis e con Cesare Liberalitas Julia), nell'attuale Portogallo e anticamente nella provincia romana di Lusitania.
Il tempio si trovava all'interno di un recinto con portici costruiti al di sopra di un criptoportico, con due grandi vasche ai fianchi dell'edificio sacro (in modo simile al tempio detto "di Diana" nella capitale provinciale, Augusta Emerita, oggi Mérida). Le vasche sono considerate elementi legati al culto imperiale e il recinto porticato potrebbe essere identificato con il foro cittadino.
Il tempio sorge su un alto podio (altezza 3,45 m; 15,20 x 25,50 m) e presenta fusti delle colonne in granito locale, composte da più rocchi e con 15 scanalature (ovvero con scanalature più larghe rispetto alla consuetudine, secondo un uso locale). I capitelli corinzi intagliati in due blocchi e le basi attiche con plinto sono in marmo bianco locale (marmo di Estremoz).

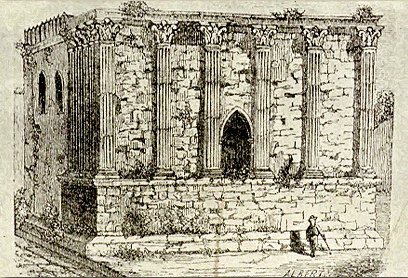
Raffigurazione nel 1870

Distrutto nel V secolo, i resti vennero inseriti in una torre del castello di Évora nel XIV secolo e vennero liberati e restaurati nel XIX secolo. Secondo eruditi locali settecenteschi sarebbe stato dedicato a Diana.